# Adolpho Ludovico Uttini
Adolpho Ludovico Uttini, född i Stockholm, döpt 2 juni 1756, död 20 februari 1804, var en svensk kontrabasist.
Uttini var son till hovkapellmästaren Francesco Antonio Uttini och sångerskan Rosa Scarlatti och yngre bror till dansören Carlo Uttini. Han var gift med Maria Smedberg, vokalist vid Operan 1777-92. 
Uttini anställdes i Hovkapellet som sextonåring 1772 där han blev kvar till sin död 1804.